# 澳大利亚驻华大使馆
澳大利亚驻华大使馆（英語：Australia Embassy, China）是澳大利亚在中华人民共和国的最高外交代表机构，位于北京市朝陽區东直门外大街21号。目前领事辖区包括北京市、天津市、甘肃省、河北省、河南省、黑龙江省、吉林省、辽宁省、青海省、陕西省、山西省、山东省、内蒙古自治区、西藏自治区、宁夏回族自治区、新疆维吾尔自治区。下辖有上海、广州、成都及香港四处总领事馆。